# コック警部の晩餐会
『コック警部の晩餐会』（コックけいぶのばんさんかい）は、2016年10月20日から12月22日まで毎週木曜 0時10分 - 0時40分（水曜深夜）にTBS系の水曜版『テッペン!』・『水ドラ!!』枠で放送されていたテレビドラマである。主演の柄本佑は連続ドラマ初主演であり、小島瑠璃子は本作品が女優デビュー作かつ連続ドラマ初出演となる。出演するえなりかずきの代表作であり、同局の制作であるドラマ『渡る世間は鬼ばかり』を彷彿とさせる演出や楽曲が随所に見られる。

## あらすじ
古久星三（こっく ほしみつ）は、警視庁捜査一課の特命警部であるが、料理の腕前もプロ級である。“料理はウソを付かない”が彼の捜査方針で、殺人事件で被害者が最後に食べ残した料理を再現し、その料理を、古久が主宰する晩餐会に招待された犯人と思われる人物に食べさせ、その事件の犯人を炙り出す。

## キャスト

### 主要人物
古久 星三（こっく ほしみつ）
演 - 柄本佑
本作品の主人公。捜査一課特命警部。料理はプロ級の腕前で通称は「コック警部」。「料理はウソをつかない」という信念を持つマイペースな性格。勤務中、『天空』で田部の料理を堪能することもしばしば。決め台詞は「この事件、私が料理しましょう」。
七瀬 あずみ（ななせ あずみ）
演 - 小島瑠璃子
新人刑事。古久のバディ。ドラマ『刑事トロンボ』に憧れて念願の警察官になったが、頭が「高野豆腐のように」固い。カツカレーにマヨネーズを大量にぶっかける、ペペロンチーノに大量のチーズをかける、茶碗蒸しをグチャグチャにかき混ぜて食べるなど、古久曰く「超が付くほどのバカ舌」。ストレスが溜まったら『トロンボ』のDVDを桃と一緒に観て解消する。よく猫田の足を踏む。
猫田 典雄（ねこた のりお）
演 - えなりかずき
ベテラン刑事。古久の先輩だが、階級は古久より下の警部補。古久をライバル視し、古久の手絡を横取りしたがる。実家はラーメン店（本人談）。手柄を求めて行動するが、よく早とちりするなど捜査の腕はイマイチ。極度の猫舌。あずみからは「童貞刑事」と馬鹿にされている。チカという女性に入れあげている。

### その他
一条 千鶴（いちじょう ちづる）
演 - 藤真利子
刑事部長。古久たちの上司。美食家で無類のお茶好き。
田部 歩（たべ あゆむ）
演 - 西銘駿
創作料理店『天空』のシェフ。料理の腕を見込んだ古久に鍛えられたことから、古久のことを尊敬している。猫田からは「改造人間にしてやろうか!」と毒づかれたことがある。
桃（もも）
演 - 久松郁実
交通課の婦人警官。「警察官舎やよい寮」における、あずみのルームメイト。

### ゲスト
第1話
- 徳永 貞治（人気俳優で冴子と同じマンションの住人） - 塚本高史
- 安城 冴子（元人気女優） - 小野真弓
- 田口 久（冴子のマネージャー） - 小木博明（おぎやはぎ）
- 川越達也（料理人） - 本人
- 石橋蓮司（らーめん店『頑』店主）（ - 2話、最終話）

第2話
- 小畑 夕子（海洋女子大学 大学院生） - チャナナ沙梨奈
- 新見 淳（海洋女子大学教授） - 手塚とおる
- 真鍋 リカ（テレビコメンテーター、新見の妻） - 東ちづる
- ヒロシ（お笑い芸人） - 本人
- 大橋 恵（真鍋リカのマネージャー） - 大沢ひかる

第3話
- 小田 マリ（人気グルメレポーター） - キンタロー。
- 新人アナウンサー - 宇垣美里（TBSアナウンサー）
- 伊豆川 美奈代（お好み焼き『伊豆川』店主） - 柴本幸
- 香田 辰夫（大衆割烹店『辰ちゃん』店主） - 古河耕史
- 浅利 翔平（大衆割烹店『辰ちゃん』見習い） - 浅香航大

第4話
- 小山内 進（アポロ2号軒店主） - 河相我聞
- 遠藤 健三（アポロ3号軒店主） - 浜田学
- 矢沢 翔（アポロ軒二代目店主） - 佐藤太助
- 山岩 達雄（アポロ軒初代店主） - 外波山文明

第5話
- 笠原 悦子（主婦） - 雛形あきこ
- 笠原 治（サラリーマン） - 片山享
- 笠原 悠斗（笠原夫妻の息子） - 庵原匠悟

第6話
- 奥山 カツオ（和食料理人） - 梶原善
- 仲本 たけし（奥山の元弟子） - 聡太郎
- 洋食屋ヨシノの店主 - 新井康弘
- 洋食屋ヨシノの女将 - 松本海希

第7話
- 奈良部 真理子（人気料理研究家） - 瀬戸早妃
- 奈良部 純也（真理子の夫） - 馬場良馬
- 奈良部 たえ（純也の母） - ふせえり
- 赤井 敏子（真理子のアシスタント） - 飯沼千恵子

第8話
- 真島 和子（『カツ丼真島』初代店主） - 伊佐山ひろ子
- 真島 三郎（和子の三男。『カツ丼真島』二代目店主） - 森岡龍
- 真島 一郎（和子の長男。『とんかつ一郎』店主） - 阿部進之介
- 真島 二郎（和子の次男。『蕎麦処そば二郎』店主） - 中村僚志

第9話
- 近藤 貫太（『コンドーカレー』店主） - 石田佳央
- 佐久間（近所の主婦。事件現場の目撃者） - 大島蓉子
- 犬山 徹（監察官） - 正名僕蔵（ - 最終話）
- 山田 晶（『コンドーカレー』従業員） - 馬場徹（ - 最終話）
- 浅見 チカ（『スナック48』店長） - 板野友美（ - 最終話）
- 『スナック48』ホステス - 山根千佳

最終話
- 木村 栄子（『コンドーカレー』従業員） - 工藤美桜

## スタッフ
- 脚本 - 船橋勧、目黒啓太、吉田香織
- プロデューサー - 田中健太
- 演出 - 中前勇児、吉田健
- 主題歌 - HARUHI「BANQUET」[6]
- 料理アドバイザー - 川越達也[7]
- 製作著作 - TBS

## 放送日程
| 各話   | 放送日   | サブタイトル | 古久が晩餐会で振舞った料理 | 脚本     | 演出     |
| ------ | -------- | ------------ | -------------------------- | -------- | -------- |
| 第1話  | 10月20日 |              | 長崎ちゃんぽん             | 船橋勧   | 中前勇児 |
| 第2話  | 10月27日 |              | 茶巾寿司                   | 船橋勧   | 中前勇児 |
| 第3話  | 11月03日 |              | お好み焼き                 | 船橋勧   | 中前勇児 |
| 第4話  | 11月10日 |              | ラーメン                   | 船橋勧   | 吉田健   |
| 第5話  | 11月17日 |              | 餃子                       | 目黒啓太 | 吉田健   |
| 第6話  | 11月24日 |              | オムライス                 | 船橋勧   | 中前勇児 |
| 第7話  | 12月01日 |              | ナポリタン                 | 吉田香織 | 中前勇児 |
| 第8話  | 12月08日 |              | カツ丼                     | 目黒啓太 | 吉田健   |
| 第9話  | 12月15日 |              | -                          | 船橋勧   | 中前勇児 |
| 最終話 | 12月22日 |              | カレーライス               | 船橋勧   | 中前勇児 |

## ネット局と放送時間
| 放送対象地域   | 放送局                | 系列    | 放送期間                       | 放送日時                     | 備考       |
| -------------- | --------------------- | ------- | ------------------------------ | ---------------------------- | ---------- |
| 関東広域圏     | TBSテレビ（TBS）      | TBS系列 | 2016年10月20日 - 12月22日      | 木曜 0:10 - 0:40（水曜深夜） | 製作局     |
| 北海道         | 北海道放送（HBC）     | TBS系列 | 2016年10月20日 - 12月22日      | 木曜 0:10 - 0:40（水曜深夜） | 同時ネット |
| 岩手県         | IBC岩手放送（IBC）    | TBS系列 | 2016年10月20日 - 12月22日      | 木曜 0:10 - 0:40（水曜深夜） | 同時ネット |
| 福島県         | テレビユー福島（TUF） | TBS系列 | 2016年10月20日 - 12月22日      | 木曜 0:10 - 0:40（水曜深夜） | 同時ネット |
| 愛媛県         | あいテレビ（ITV）     | TBS系列 | 2016年10月20日 - 12月22日      | 木曜 0:10 - 0:40（水曜深夜） | 同時ネット |
| 静岡県         | 静岡放送（SBS）       | TBS系列 | 2016年10月23日 - 12月25日      | 日曜 1:53 - 2:23（土曜深夜） | 遅れネット |
| 宮崎県         | 宮崎放送（MRT）       | TBS系列 | 2016年10月25日 - 12月27日      | 火曜 1:00 - 1:30（月曜深夜） | 遅れネット |
| 岡山県・香川県 | 山陽放送（RSK）       | TBS系列 | 2016年10月27日 - 2017年1月12日 | 木曜 0:40 - 1:10（水曜深夜） | 遅れネット |
| 熊本県         | 熊本放送（RKK）       | TBS系列 | 2016年10月27日 - 12月29日      | 木曜 0:55 - 1:25（水曜深夜） | 遅れネット |
| 石川県         | 北陸放送（MRO）       | TBS系列 | 2016年10月27日 - 12月29日      | 木曜 1:15 - 1:45（水曜深夜） | 遅れネット |
| 近畿広域圏     | 毎日放送（MBS）       | TBS系列 | 2016年10月27日 - 2017年1月5日  | 木曜 1:59 - 2:30（水曜深夜） | 遅れネット |
| 高知県         | テレビ高知（KUTV）    | TBS系列 | 2016年11月24日 - 2017年2月1日  | 水曜 23:55 - 翌0:25          | 遅れネット |
| 山梨県         | テレビ山梨（UTY）     | TBS系列 | 2016年12月6日 - 2017年2月28日  | 火曜 1:20 - 1:50（月曜深夜） | 遅れネット |
| 山口県         | テレビ山口（tys）     | TBS系列 | 2017年1月6日 - 3月10日         | 金曜 1:12 - 1:42（木曜深夜） | 遅れネット |
| 青森県         | 青森テレビ（ATV）     | TBS系列 | 2017年1月10日 - 3月14日        | 火曜 0:43 - 1:13（月曜深夜） | 遅れネット |
| 鳥取県・島根県 | 山陰放送（BSS）       | TBS系列 | 2017年1月30日 - 4月3日         | 月曜 0:50 - 1:20（日曜深夜） | 遅れネット |